# Гастон Мельєс
Гастон Мельєс (фр. Gaston Méliès; 12 лютого 1852 — 9 квітня 1915) — французький підприємець, режисер.

## Коротка біографія
Відомий, в першу чергу, як старший брат французького режисера Жоржа Мельєса. Гастон регулярно розповсюджував фільми брата, а також допомагав йому писати його ранні німі короткометражки, найвідоміша з яких — «Подорож на Місяць». Він також продюсував фільми інших режисерів і знімав свої власні роботи. Так ресурс «Internet Movie Database» налічує більше сотні кінострічок, позначених участю Гастона Мельєса.
В останні роки життя, 1912—1913, багато подорожував по південна-тихоокеанському регіону, Нової Зеландії і південно-східної Азії в пошуках екзотичних об'єктів для своїх фільмів.